# Gonten
Gonten (schweizertyska: Goote) är en ort och ett distrikt i kantonen Appenzell Innerrhoden i Schweiz. Distriktet har 1 464 invånare (2023).
I Appenzell Innerrhoden har distrikten samma funktion som kommunerna har i övriga kantoner, därför är inte Gonten indelat i kommuner.